# Заху
Заху (курд. زاخۆ, араб. زاخو‎) — город на севере Ирака, находящийся в автономном регионе Курдистан, в провинции Дахук, находящийся на ирако-турецкой границы.

## История
Город был известен ещё древним грекам. Из-за большой еврейской общины в средние века город называли «Иерусалимом Востока». Из-за гонений, начавшихся в конце XIX века, местные евреи стали в 1920-х годах одними из первых переселенцев в Палестину; очень многие евреи переехали отсюда в Израиль в 1950-х годах.
Город Заху является центром епархии Заху Халдейской католической церкви.

## Население

### Численность населения
| 1950   | 1965   | 1990    | 2012    | 2013    |
| ------ | ------ | ------- | ------- | ------- |
| 30,000 | 14,647 | 350,000 | 219,006 | 229,342 |

### Этнический состав
Большинство жителей являются курдами, меньшинство — ассирийцы.

### Конфессиональный состав
Жители преимущественно следуют исламу, христианству и езидизму

### Лингвистический состав
Курдский — самый распространённый родной язык города, многие также владеют арабским и арамейским.